# Briefmarken-Jahrgang 1984 der Deutschen Bundespost Berlin
Der Briefmarken-Jahrgang 1984 der Deutschen Bundespost Berlin umfasste 22 Sondermarken.
Dauermarken wurden nicht ausgegeben.
Die Briefmarken dieses Jahrganges waren bis zum 31. Dezember 1991 frankaturgültig.
Der Nennwert der Marken betrug 15,30 DM; dazu kamen 4,50 DM als Zuschlag für wohltätige Zwecke.

## Liste der Ausgaben und Motive
Legende
- Bild: Eine bearbeitete Abbildung der genannten Marke. Das Verhältnis der Größe der Briefmarken zueinander ist in diesem Artikel annähernd maßstabsgerecht dargestellt. Sollten keine Marken abgebildet sein, liegt es daran, dass das Urheberrecht des Künstlers noch nicht erloschen ist.
- Beschreibung: Eine Kurzbeschreibung des Motivs und/oder des Ausgabegrundes. Bei ausgegebenen Serien oder Blocks werden die zusammengehörigen Beschreibungen mit einer Markierung versehen eingerückt.
- Wert: Der Frankaturwert der einzelnen Marke in Pfennig. Ein „+“ bedeutet, dass es sich um eine Zuschlagsmarke handelt (= Frankaturwert + Spende).
- Ausgabedatum: Das Datum des erstmaligen Verkaufs dieser Briefmarke.
- Auflage: Soweit bekannt, wird hier die zum Verkauf angebotene Anzahl dieser Ausgabe angegeben.
- Entwurf: Soweit bekannt, wird hier angegeben, von wem der Entwurf dieser Marke stammt.
- Mi.-Nr.: Diese Briefmarke wird im Michel-Katalog unter der entsprechenden Nummer gelistet.

| Sondermarken | |                  |                       |            |                                 |         |
| Bild         | Beschreibung | Werte in Pfennig | Ausgabe- datum (1984) | Auflage    | Entwurf                         | Mi.-Nr. |
|              | Kunstschätze in Berliner Museen - Königin Kleopatra VII. Antikenmuseum                                                     | 30               | 12. Januar            | 14.525.000 | Bernd Görs                      | 708     |
|              | - Ehepaar aus der Nekropole von Giza Ägyptisches Museum                                                                    | 50               | 12. Januar            | 10.092.000 | Bernd Görs                      | 709     |
|              | - Göttin mit dem Perlenturban, Monte-Albán-Kultur in Südmexiko, etwa 400 n. Chr. Museum für Völkerkunde                    | 60               | 12. Januar            | 8.100.000  | Bernd Görs                      | 710     |
|              | - Majolika-Schale mit dem Bildnis der Deidamia von Nicolò da Urbino, um 1525 Kunstgewerbemuseum                            | 80               | 12. Januar            | 8.092.000  | Bernd Görs                      | 711     |
|              | Für die Jugend 1984: Bestäuberinsekten - Gebänderter Pinselkäfer Trichius fasciatus auf Gemeiner Pastinak Pastinaca sativa | 50+20            | 12. April             | 2.619.000  | Erik Nitsche                    | 712     |
|              | - Esparsetten-Widderchen Zygaena carniolica auf Acker-Witwenblume Knautia arvensis                                         | 60+30            | 12. April             | 2.646.000  | Erik Nitsche                    | 713     |
|              | - Dunkle Erdhummel Bombus terrestris auf Weiß-Klee Trifolium repens                                                        | 80+40            | 12. April             | 2.647.000  | Erik Nitsche                    | 714     |
|              | - Schwebfliege Eristalis tenax auf Kohl-Gänsedistel Sonchus oleraceus                                                      | 120+60           | 12. April             | 2.637.000  | Erik Nitsche                    | 715     |
|              | Sporthilfe 1984: Olympische Sommerspiele 1984 - Hürdenlauf, Frauen                                                         | 60+30            | 12. April             | 2.502.000  | Friedrich Kefer und Peter Münch | 716     |
|              | - Straßenradfahren, Frauen                                                                                                 | 80+40            | 12. April             | 2.500.000  | Friedrich Kefer und Peter Münch | 717     |
|              | - Viererkajak, Frauen | 120+60           | 12. April             | 2.500.000  | Friedrich Kefer und Peter Münch | 718     |
|              | 50. Todestag von Dr. Erich Klausener Emblem des 32. Katholikentages (Berlin, Hoppegarten) 1934                             | 80               | 8. Mai                | 6.600.000  | Hans Joachim Fuchs              | 719     |
|              | 100 Jahre Strom für Berlin Allegorie von Karl Ludwig Sütterlin (1865–1917), Grafiker                                       | 50               | 8. Mai                | 10.095.000 | Rudi Schmidt                    | 720     |
|              | Konferenz der europäischen Kulturminister Konferenzemblem                                                                  | 60               | 8. Mai                | 8.100.000  | Reinhold Gerstetter             | 721     |
|              | 100. Todestag von Alfred Brehm Hintergrund ein Weißstorch Ciconia ciconia                                                  | 80               | 19. Juni              | 9.100.000  | Reinhold Gerstetter             | 722     |
|              | 150. Todestag von Dr. Ernst Ludwig Heim                                                                                    | 50               | 21. August            | 8.590.000  | Hans Joachim Fuchs              | 723     |
|              | Wohlfahrtsmarken 1984: Orchideen - Kleines Zweiblatt Listera cordata                                                       | 50+20            | 18. Oktober           | 9.105.000  | Günter Jacki                    | 724     |
|              | - Fliegen-Ragwurz Ophrys insectifera                                                                                       | 60+30            | 18. Oktober           | 7.517.000  | Günter Jacki                    | 725     |
|              | - Echte Sumpfwurz Epipactis palustris                                                                                      | 80+40            | 18. Oktober           | 10.843.000 | Günter Jacki                    | 726     |
|              | - Wanzen-Knabenkraut Orchis coriophora                                                                                     | 120+60           | 18. Oktober           | 4.231.000  | Günter Jacki                    | 727     |
|              | 100. Geburtstag von Karl Schmidt-Rottluff Sonnenblumen auf grauem Grund                                                    | 60               | 8. November           | 7.650.000  | Bernd Görs                      | 728     |
|              | Weihnachtsmarke 1984 Heiliger Nikolaus                                                                                     | 50+20            | 8. November           | 6.958.000  | Peter Steiner                   | 729     |